# Gas Chamber
Gas Chamber — дебютный альбом американского андерграунд рэпера C-Bo. Первоначально был выпущен на лейбле AWOL Records 20 апреля 1993 года. Переиздание вышло в 2003 году на собственном лейбле исполнителя, West Coast Mafia Records. Альбом дебютировал на 53 строчке чарта Top R&B/Hip-Hop Albums. В альбоме был выпущен 1 сингл, «Liquor Sto’».

## Список композиций
1. «Black 64» — 2:15
2. «Gas Chamber» — 4:29
3. «Realer Than Real» — 3:02
4. «Danked Out» — 3:12
5. «Marked for Death» — 2:40
6. «Liquor Sto’» — 3:41
7. «Scratch From» — 3:29
8. «Bald Head Nut» — 3:57
9. «Play 4G» — 4:01
10. «Survival In the Garden» — 3:09
11. «Chronic Conference» — 1:31
12. «4-Deep» — 4:38
13. «Shots Out» — 4:49

## Позиции в чартах
| Чарт (1993)                           | Высшая позиция |
| ------------------------------------- | -------------- |
| U.S. Billboard Top R&B/Hip-Hop Albums | 53             |